# Cytheridella alosa
Cytheridella alosa is een mosselkreeftjessoort uit de familie van de Limnocytheridae. De wetenschappelijke naam van de soort is voor het eerst geldig gepubliceerd in 1939 door Tressler.